# Kofun de Takamatsuzuka
Le kofun de Takamatsuzuka (高松塚古墳, Takamatsuzuka kofun, « l'ancien tumulus mortuaire du grand sapin ») est un kofun, c'est-à-dire un monument funéraire japonais, de forme circulaire. Il est situé dans le village d'Asuka de la préfecture de Nara.

## Histoire
Le kofun de Takamatsuzuka fut construit entre la fin du VIIe siècle et le début du VIIIe siècle. Construit à l'époque Fujiwara-kyo (694-710), ce tertre funéraire rond à deux niveaux de cinq mètres de haut a un diamètre de 23 mètres au premier niveau et un diamètre de 18 mètres au deuxième niveau.  
À proximité, le musée mural de Takamatsuzuka expose une maquette à grande échelle de la chambre funéraire en pierre qui abritait le cercueil, des répliques d'accessoires funéraires et des modèles des peintures murales originales. L'intégralité de la tombe de Takamatsuzuka a également été reproduite.
Le kofun ne fut découvert qu'accidentellement par un fermier en 1972. Ce fut un évènement au Japon car cela marquait la pénétration de l'esthétique chinoise dans les élites japonaises. Et le prestige dont jouissait traditionnellement la Chine, « civilisatrice des peuples barbares » était relayé dans les livres d'art. Ainsi celui de Mizuo (Sōshoku kofun [Les kofun décorés], 1977) sur les tombes décorées du siècle précédent était néanmoins orné sur son coffret par le décor du kofun de Takamatsuzuka.

## Description

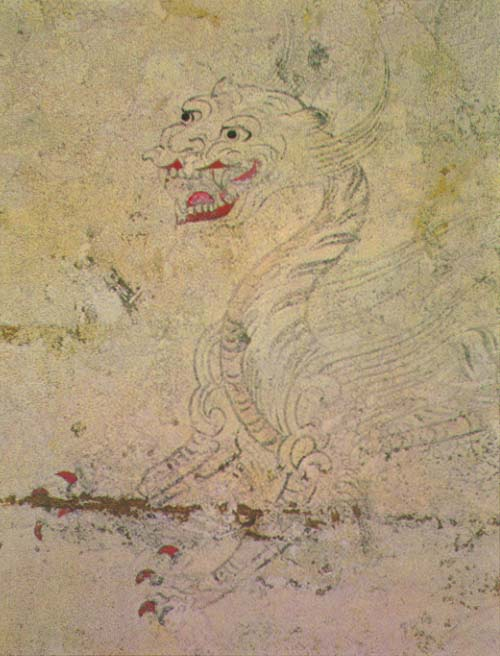
Cette peinture murale trouvée au kofun de Takamatsuzuka représente Byakko, le tigre blanc, dans l'astrologie chinoise.

Le monument est fait de couches successives d'argile et de sable. Il est d'un diamètre d'environ 16 m et haut de près de 5 m. 
Des fouilles ont révélé une chambre funéraire, décorée de fresques murales, représentant des courtisans dans un style chinois des Tang, mais avec des vêtements non Tang. Les peintures sont très colorées, on y trouve notamment du rouge, du bleu, de l'or et des feuilles d'argent, qui représentent quatre hommes et leurs quatre femmes, avec différentes constellations de l'astrologie chinoise : le dragon azur, la tortue noire, le tigre blanc et l'oiseau vermillon. Ces fresques sont classées trésor national du Japon.

## Hypothèses
On ignore pour qui la tombe fut construite, mais les décorations suggèrent que c'était un membre de la famille royale japonaise, en tout cas un noble de haut rang. Ce pourrait être l'un des hommes suivants qui vivaient à cette époque, ou quelqu'un d'autre :
- prince Osakabe (mort en 705), fils de l'empereur Tenmu ;
- prince Yuge (mort en 699), autre fils de l'empereur Tenmu ;
- prince Takechi (654 ?-696), également fils de l'empereur Tenmu, général de la guerre de Jinshin, Daijō Daijin ;
- Isonokami Ason Maro (640-717), descendant du clan Mononobe, responsable de Fujiwara-kyō après que la capitale fut déplacée à Heijo-kyo ;
- Kudara no Konikishi Zenko (617-700), fils du dernier roi de Baekje, l'un des Trois Royaumes de Corée.

## Conservation
L'Agence pour les Affaires culturelles du Japon, organisation qui traite des aspects historiques du pays, envisage le démantèlement de la chambre funéraire pour la ré-assembler dans un autre endroit afin de limiter la détérioration de ses peintures. Une fresque, intitulée Asuka bijin (« Femme(s) magnifiques ») est précisément en train de s'abîmer. Si une telle méthode est proposée, c'est surtout parce qu'il est impossible, dans l'état, de protéger les peintures à l'intérieur de la tombe et d'enrayer le développement des moisissures. 
Contrairement au kofun de Kitora, également situé à Asuka, le retrait de pans entiers des murs plâtrés semble difficile à cause des nombreuses craquelures de ceux-ci.
La restauration, achevée en août 2013, n'a pu, malheureusement, que préserver une modeste partie de la peinture qui avait été mis au jour initialement.